# 龍護舍利塔
龍護舍利塔位於四川省德陽市延祚寺，文物遺址年代判定為元。1991年4月16日公佈為四川省第三批文物保護單位。2013年3月5日列為第七批全國重點文物保護單位。